# Leona Woods
Leona Harriet Woods (9. srpna 1919 – 10. listopadu 1986), později známá jako Leona Woods Marshall a Leona Marshall Libby, byla americká fyzička, která se podílela na vzniku prvního jaderného reaktoru a první atomové bomby.
Ve 23 letech se jako nejmladší a jediná žena podílela na vzniku prvního jaderného reaktoru na světě, zvaného Chicago Pile-1, v projektu vedeném Enrico Fermim. Woods konkretně přispěla k vývoji Geigerových počítačů používaných pro měření radiace během experimentů. Spolupracovala s Fermim na projektu Manhattan.
Po válce se stala stipendistkou Fermiho Institutu pro jaderná studia na Chicagské univerzitě. Později pracovala v Princetonu, New Jersey, v Brookhaven National Laboratory a na univerzitě v New Yorku, kde se v roce 1962 stala profesorkou. Její výzkum zahrnoval fyziku částic, astrofyziku a kosmologii. V roce 1966 se po rozvodu znovu provdala za nositele Nobelovy ceny Willarda Libbyho. Stala se profesorkou na universitě v Coloradu a pracovala pro RAND Corporation. V pozdějším životě se věnovala ekologii a problematice životního prostředí. Vymyslela metodu studia klimatických změn pomocí poměru izotopů v letokruzích stromů. Byla silným zastáncem ozařování potravin jako prostředku pro hubení škodlivých bakterií.

## Dětství a mládí
Leona Harriet Woods se narodila na farmě v La Grange ve státě Illinois 9. srpna 1919 jako druhé z pěti dětí právníka Weightstilla Arno Woodse a jeho manželky Mary Leony Holderness Woods. Měla dvě sestry a dva bratry. Ve 14 letech absolvovala střední školu v La Grange a v roce 1938, ve věku pouhých 18 let, získala bakalářský titul v oboru chemie na Chicagské univerzitě.
Po studiu na univerzitě se stala postgraduální studentkou Roberta Mullikena, který se později stal laureátem Nobelovy ceny. Mulliken jí umožnil vybrat si vlastní výzkumné téma a v roce 1943 obhájila doktorskou práci připravenou pod vedením Mullikena a polského chemika Stanisława Mrozowského.

## Projekt Manhattan

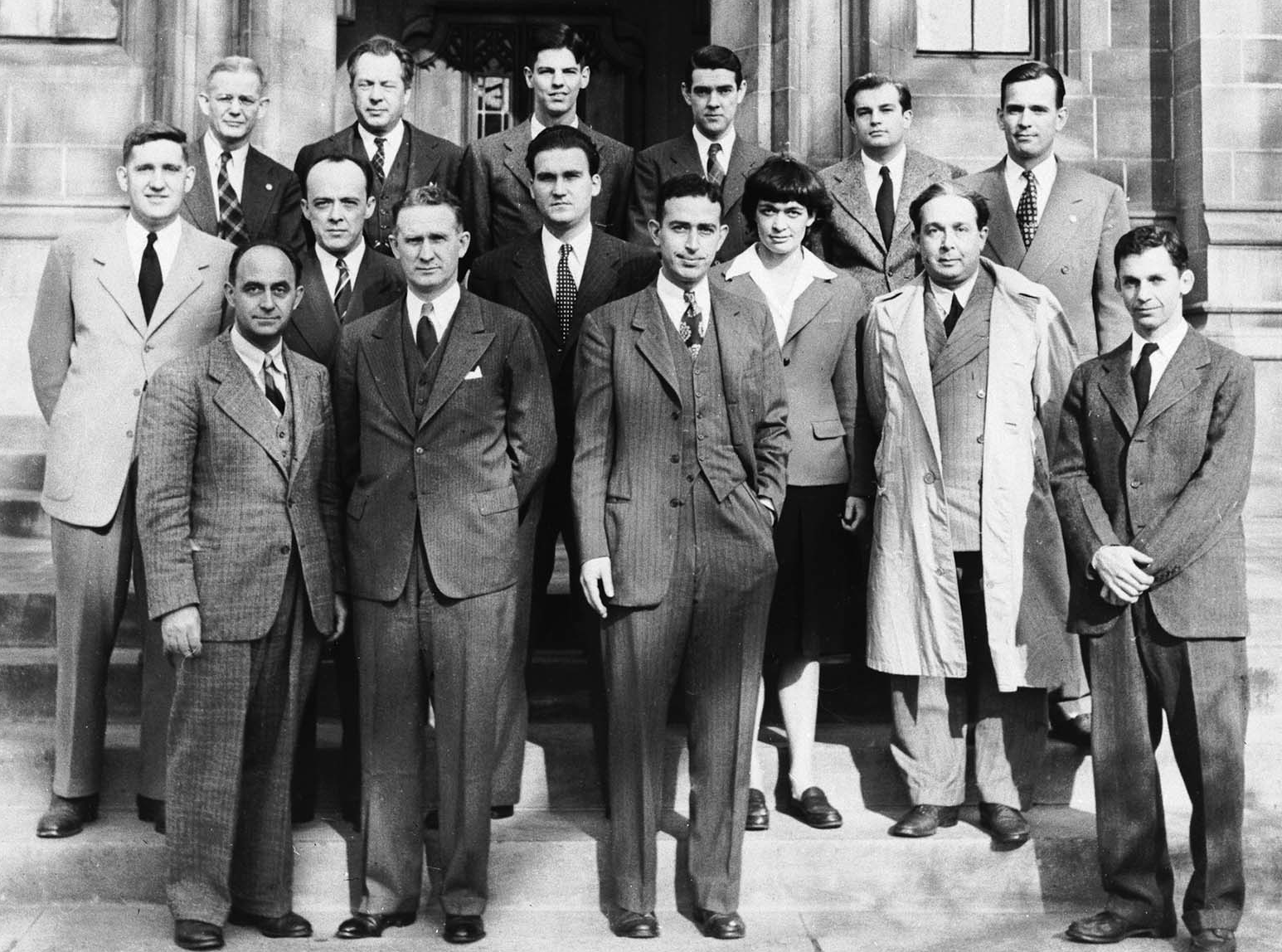
Tým Chicago Pile-1 v roce 1946

V roce 1942, kdy dokončovala psaní své doktorské práce, se seznámila s Herbertem Andersonem, který pracoval pro Enrica Fermiho. Anderson zjistil, že Woods je odbornicí na vakuovou technologii, a jakmile dokončila doktorát, nabídl jí práci ve Fermiho týmu. Byla jedinou ženou mezi padesáti členy Fermiho týmu, který postavil první umělý jaderný reaktor na světě. Vybrali si ji díky jejím odborným znalostem ve fyzice. Pracovala na vývoji detektorů fluoridu boritého, které se používají k měření toku neutronů a byla přítomna první jaderné řetězové reakci 2. prosince 1942 na Chicagské univerzitě.
V červenci roku 1943 se Woods provdala za Johna Marshalla. Brzy poté otěhotněla a v roce 1944 se jí narodil syn jménem Peter. O několik dní později se vrátila zpátky do práce.

## Poválečná kariéra
Po válce se Leona Marshall vrátila na Chicagskou univerzitu, kde se stala členkou Fermiho Institutu pro jaderná studia. V roce 1949 se jí narodil druhý syn John Marshall III a v roce 1953 se na univerzitě stala odbornou asistentkou.
V roce 1954 Fermi zemřel a manželství Marshallových se rozpadlo. John Marshall se vrátil do laboratoře v Los Alamos, zatímco Leona, nyní vlastně matka samoživitelka, se v roce 1957 stala stipendistkou Institutu pro pokročilé studium v Princetonu, New Jersey. Následující rok se stala stipendistkou v Brookhaven National Laboratory. V té době se zaměření výzkumu ve fyzice přesouvalo od jádra k elementárním částicím. V roce 1960 nastoupila na Newyorskou univerzitu jako docentka fyziky a v roce 1962 se stala profesorkou.
O tři roky později se stala profesorkou na universitě v Coloradu. Později se věnovala výzkumu v RAND Corporation, kde pracovala až do roku 1976. V roce 1966 se po rozvodu s Johnem Marshallem provdala za Willarda Libbyho, který v roce 1960 získal Nobelovu cenu. V roce 1973 se stala hostující profesorkou environmentálních studií, inženýrství, inženýrské archeologie, mechanického letectví a jaderného inženýrství na UCLA.
Leona Marshall Libby se věnovala také ekologii a environmentální problematice. Vymyslela metodu pro studium klimatických změn. Zjistila, že změny teplot a dešťových srážek, k nimž došlo před stovkami let, se dají sledovat v letokruzích stromů pomocí poměru izotopů kyslíku, uhlíku a vodíku.
Společně s manželem byla silným zastáncem ozařování potravin jako prostředku k hubení škodlivých bakterií a prosazovala zmírnění zákonných a regulačních omezení pro používání záření. Navrhla, aby se místo chemických postřiků ovoce napadené škůdci ošetřovalo gama paprsky.
Leona Marshall Libby během svého života publikovala přes 200 vědeckých prací. Zemřela ve věku 67 let 10. listopadu 1986 v St. John's Medical Center v Santa Monice v Kalifornii na mrtvici po anestezii. Zůstali po ní synové Peter a John a čtyři vnoučata. Měla také dvě nevlastní dcery, Janet Evu Libby a Susan Charlotte Libby z druhého manželství.